# モーニングジャスト
『モーニングジャスト』は、2009年4月6日から2011年7月1日まで群馬テレビで放送されていた朝の情報番組である。

## 概要
前番組『あさいち・朝生・情報通』と同様に、主に群馬県内のニュース・天気予報・交通情報を伝えていた。また、県内の赤ちゃん誕生情報と視聴者が投稿した赤ちゃんの写真を紹介する「赤ちゃん誕生」のコーナーも前番組から引き継いでいた。この番組からの新コーナーとして、視聴者から寄せられたグルメ情報を紹介する「Food NAVI」と「上毛新聞チェック」があった。
キャスターは、群馬テレビの女性アナウンサーたちが務めていた。前番組には男性アナウンサーも出演することがあったが、本番組は女性アナウンサーのみを起用していた。
2010年10月1日放送分をもって映像がハイビジョン化された。
女性アナウンサーのみを起用するという本番組の特徴と「赤ちゃん誕生」のコーナーは、番組終了の3日後にスタートした昼の情報番組『ひるポチッ!』に引き継がれた。

## 放送時間
いずれも日本標準時。祝日には放送を休止していた。
- 月曜 - 金曜 6:55 - 8:30 （2009年4月6日 - 2011年1月7日）
- 月曜 - 金曜 6:55 - 8:00 （2011年1月11日 - 2011年7月1日） - 30分縮小。

## 出演者
- 淵上詩乃
- 高橋理恵[2]
- 三隅有里子[3]
- 吉江まりも[4]
- 斉藤尚子[5]